# Comito
Comito (em grego: Κομιτὼ) foi a filha de Acácio, conhecido como "guardador de urso", e irmã mais velha de Teodora e Anastácia. Através de Teodora, Comito foi uma cunhada de Justiniano (r. 527–565). A "História Secreta" de Procópio de Cesareia é a principal fonte sobre ela. Comito é também mencionada por João Malalas, Teófanes, o Confessor e Jorge Cedreno.

## Biografia

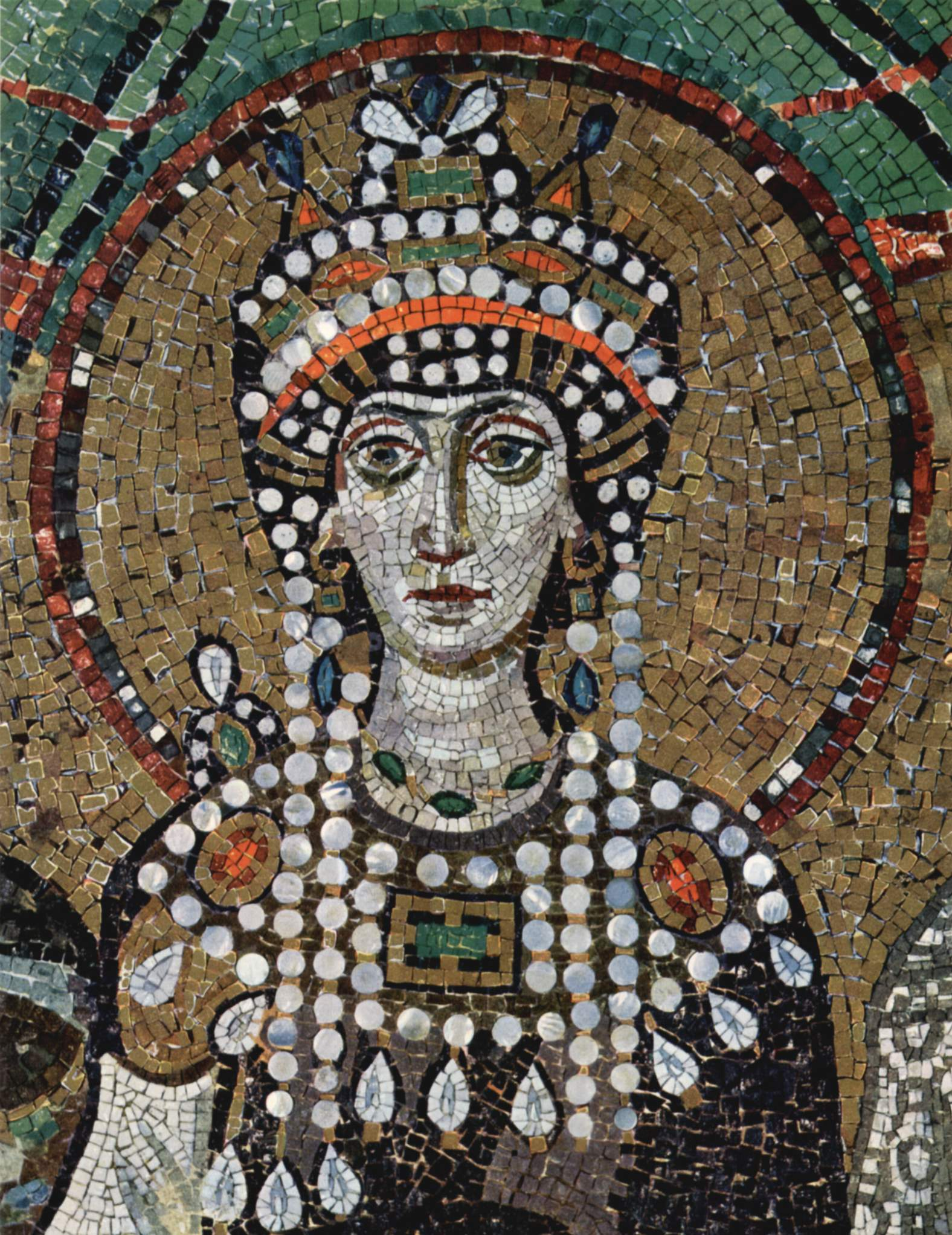
Teodora em detalhe dum mosaico da Basílica de São Vital

Comito era filha de Acácio, um treinador de urso da facção verde do Hipódromo de Constantinopla. Sua mãe, cujo nome não é registrado, foi uma dançarina e atriz. Após a morte de seu pai, ainda durante o reinado de Anastácio I Dicoro (r. 491–518), sua mãe casou-se com outro marido que comprometeu-se a manter a família e profissão de Acácio. Porém, Astério, o mestre de dança dos verdes, ao ser subornado por outro, acabou removendo-o do ofício para então substituí-lo por aquele que o pagou. James Allan Evans, um historiador moderno, nota que atos com animais aparecem como entreatos entre as corridas de bigas. O posto de treinador de animais para as várias facções frequentemente passou de pai para filho. Mas Acácio deixou nenhum filho e o segundo marido de sua viúva tinha uma reivindicação mais fraca à posição. Mais tarde sua mãe trouxe suas filhas vestidas com guirlandas para o hipódromo como suplicantes para a multidão.
Segundo Procópio: "quando esta mulher viu a população reunida no anfiteatro, colocou coroas de louros na cabeça de suas filhas e em suas mãos, e enviou-as a sentar-se no chão em atitude de suplicantes. Os verdes olharam este apelo mudo com indiferença; mas os azuis foram mexidos para conceder às crianças um ofício igual, uma vez que o guardador de animais deles havia morrido. Quando estas crianças atingiram a idade da infância, a mãe delas as colocou no palco local, pois eram formosas à vista; ela as enviou, mas não todas ao mesmo tempo, a medida que cada uma parecia ter chegado a uma idade adequada. Comito, de fato, já havia se tornado uma das principais heteras [prostitutas de alta classe] do dia." Evans nota que Teodora, quando imperatriz, favoreceu os Azuis, o que pode indicar que eles teriam ganho sua lealdade quando salvaram sua família da ameaça do desemprego e pobreza. "Teodora, a segunda filha, vestida em uma pequena túnica com mangas, como uma escrava, esperou Comito e costumou segui-la sobre seus ombros ao banco que sua irmã favorita estava acostumada a se sentar em reuniões públicas."
João Malalas registra que Comito casou-se com o general Sitas em 528. O casamento é também registrado por Teófanes e Cedreno. Sitas e Comito podem ser os pais de Sofia, que sucedeu Teodora como imperatriz bizantina. Sofia é registrada como uma sobrinha de Teodora. Se Anastácia alguma vez se casou, é desconhecido.
- Bury, John Begnell (1923). History of the Later Roman Empire. From Arcadius to Irene (395 A.D. to 800 A.D.). Nova Iorque e Londres: Macmillan & Company Limited

- Evans, James Allan. «Theodora (Wife of Justinian I)» (em inglês). Consultado em 13 de agosto de 2013

- Garland, Lynda (1999). «Sophia (Wife of Justin II)» (em inglês). Consultado em 13 de agosto de 2013

- Halsall, Paul (1996). «Medieval Sourcebook: Procopius of Caesarea: The Secret History» (em inglês). Consultado em 13 de agosto de 2013

- Martindale, John Robert; Jones, Arnold Hugh Martin; Morris, J. (1992). The Prosopography of the Later Roman Empire. Volume III: A.D. 527–641. 3. Cambrígia e Nova Iorque: Imprensa da Universidade de Cambrígia. ISBN 9780521201605